# Aeonium sedifolium
Aeonium sedifolium là một loài thực vật có hoa trong họ Crassulaceae. Loài này được (Webb ex Bolle) Pit. & Proust. miêu tả khoa học đầu tiên năm 1908.